# Gor Sahakian
Gor Sahakian (en armenio: Գոռ Սահակյան; 1 de septiembre de 2003) es un deportista armenio que compite en halterofilia.
Ganó una medalla de bronce en el Campeonato Mundial de Halterofilia de 2023 y dos medallas de oro en el Campeonato Europeo de Halterofilia, en los años 2023 y 2024.

## Palmarés internacional
| Campeonato Mundial | Campeonato Mundial    | Campeonato Mundial | Campeonato Mundial |
| Año                | Lugar                 | Medalla            | Categoría          |
| ------------------ | --------------------- | ------------------ | ------------------ |
| 2023               | Riad (Arabia Saudita) | Medalla de bronce  | 67 kg              |
| Campeonato Europeo |                       |                    |                    |
| Año                | Lugar                 | Medalla            | Categoría          |
| 2023               | Ereván (Armenia)      | Medalla de oro     | 67 kg              |
| 2024               | Sofía (Bulgaria)      | Medalla de oro     | 67 kg              |
| 2025               | Chisináu (Moldavia)   | Medalla de plata   | 73 kg              |